# Afrikanska linsanger
Afrikanska linsanger (Poiana) är ett släkte i rovdjursfamiljen viverrider.

## Kännetecken
Dessa djur har en långsträckt kropp med korta extremiteter. Pälsens färg på ovansidan är mörkgul till ljus gråbrun med flera svarta fläckar fördelade på kroppen. Fläckarna bildar bara på baksidan av halsen linjer, vad som skiljer arterna från släktet Prionodon. Undersidan är ljusare, ibland nästan vit. Svansen som nästan är lika långt som den övriga kroppen är försedd med svarta ringar. Ringarna kan vara smala och breda eller bara breda. Huvudet kännetecknas av en spetsig nos och avrundade öronen. I motsats till de närbesläktade asiatiska linsanger har de körtlar i analöppningens närhet som avsöndrar en vätska som liknar mysk.
Afrikanska linsanger når en kroppslängd (huvud och bål) av ungefär 37 centimeter och en vikt mellan 500 och 700 gram.

## Utbredning och habitat
Utbredningsområdet sträcker sig från Sierra Leone till norra Kongo-Kinshasa. Dessutom finns de på olika öar i Guineabukten. Habitatet utgörs av skogar, huvudsakligen regnskogar.

## Levnadssätt
Arterna i släktet är aktiva på natten. På dagen vilar de i sina självbyggda runda bon som är gömd i trädens krona. Ibland sover flera individer i samma bo, men det antas att de jagar ensam. Dessa djur är allätare som livnär sig av insekter och mindre ryggradsdjur som ungfåglar, men de äter även kolanöt, frukter och andra vegetabiliska ämnen.
Över sättet att fortplanta sig är inte mycket känt. Honan kan para sig en eller två gånger per år och föder två till tre ungdjur åt gången.

## Systematik
I släktet finns två arter:
- Poiana leightoni lever i västra Afrika från Sierra Leone till Elfenbenskusten och är ganska sällsynt.
- Poiana richardsonii förekommer i Centralafrika från Kamerun till Kongo-Kinshasa.

Den förstnämnda artens status är omstridd. Ibland räknas djuret som underart till den andra arten.